# Star Cluster
Star Cluster (1952) (titlu original The Mixed Men) este un roman science fiction al lui A. E. van Vogt, compus din mai multe povestiri publicate anterior și revizuite pentru a avea un caracter unitar. A fost publicat de Gnome Press într-un tiraj de 5.000 de exemplare și, ulterior, de Berkley Books în 1955 sub titlul Mission to the Stars. Majoritatea povestirilor care compun romanul au apărut anterior în Astounding SF.
Romanul cuprinde următoarele lucrări:
- "The Mixed Men" (1945) - nuveletă
- "Concealment" (1943) - povestire
- "The Storm" (1943) - nuveletă
- "Lost: Fifty Suns" - (ro. Pierdut: Cincizeci de sori) nuveletă nepublicată anterior

## Intriga
Navigând prin Norul lui Magellan, nava pământeană Star Cluster descoperă un post de pază al unor emigranți de pe Pământ care au format civilizația din Fifty Suns. Lady Laurr, conducătoarea navei se hotărăște să găsească planetele acestei civilizații, pentru a le aduce sub conducerea unitară a Pământului.
Civilizația este formată din dellieni, urmașii celor care au fugit cu 15.000 de ani în urmă de pe Pământ, pentru a scăpa de pogromul pornit împotriva lor deoarece își dezvoltaseră capacități extraordinare care îi apropiau de roboți. Alături de ei se află non-dellienii, urmașii oamenilor obișnuiți care i-au ajutat pe dellieni să fugă de pe Pământ. Între timp, a apărut și o a treia rasă, dellhibrizii, care îmbină caracteristicile celorlalte două, având două creiere și capacități psihice dezvoltate. Aceștia au un statut ingrat, fiind ținuți într-o stare de supunere, datorită capacităților lor. Sosirea navei Star Cluster pare să le ofere șansa de a porni revoluția pe care ei o doresc demult.
Conducătorul dellhibrizilor, Maltby, se află în custodia dellienilor și luptă alături de ei, dar, pe ascuns, caută să obțină avantaje pentru poporul său. Prima bătălie dintre civilizația din Fifty Suns și oamenii de pe Star Cluster le dă câștig de cauză celor din urmă. Dellienii și non-dellienii încearcă atunci un subterfugiu, desemnându-l pe Maltby să îi conducă spre o furtună spațială. Inducându-i lui Maltby o dragoste puternică pentru amiralul lui Star Cluster, Lady Laurr, pământenii descoperă trucul în ultima clipă și reușesc să scape, dar Maltby și Lady Laurr eșuează pe planeta S. Doradus.
Rămasă singură pe planetă cu dellhibridul, Lady Laurr se îndrăgostește de el și cei doi se căsătoresc. După ce sunt recuperați de echipajul de pe Star Cluster, între pământeni, dellieni și non-dellieni se stabilesc primele tratative de pace. În final, Maltby devine unealta prin care pământenii încearcă să scape de complotul pus la cale de dellhibrizi, prin care aceștia vor să ajungă pe Pământ și să îl distrugă.

## Traduceri în limba română
- 1992 - Star Cluster, ed. Savas Press, Colecția SF nr. 3, traducere Liliana Toia, 168 pag., ISBN 973-9085-05-9
- 1999 - Star Cluster, ed. Aldo Press, 206 pag., ISBN 973-9307-37-x